# Pietro Carnesecchi

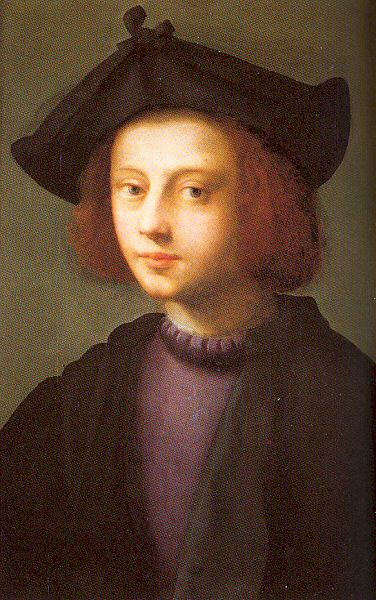
Pietro Carnesecchi

Pietro Carnesecchi (* 24. Dezember 1508 in Florenz; † 1. Oktober 1567 in Rom) war ein italienischer Märtyrer der Reformation.

## Leben
Carnesecchi war ein Sohn des florentinischen Kaufmanns Andrea Carnesecchi. Er wurde im Haus seines Onkels, des Kardinals Bernardo Dovizi da Bibbiena in Rom erzogen und erwarb eine humanistische Bildung. Er wurde erst Notar, dann Apostolischer Protonotar bei der Kurie und 1533 wurde er Sekretär Papst Clemens VII. Hier traf Carnesecchi erstmals Juan de Valdés, dem er 1536 nach Neapel folgte und von dem er den Gedanken der Rechtfertigungslehre Martin Luthers annahm. Nach Valdés’ Tod verließ Carnesecchi Neapel. 1537 ging er nach Paris und hielt sich am Hof der französischen Königin Katharina von Medici auf. Dort konnte er unbesorgt leben, da Papst Paul III. ihn schützte. 1542 ging er nach Venedig. Unter dem Verdacht, protestantische Lehren zu verbreiten, wurde er nach Rom gerufen, wegen Ketzerei verurteilt, dann aber begnadigt. Sein Prozess wurde niedergeschlagen. 1566 wurde er allerdings auf Betreiben Cosimos I. de’Medici erneut verhaftet und der römischen Inquisition ausgeliefert. Diesmal wurde Carnesecchi nach einem langen Prozess zum Tode verurteilt und enthauptet; sein Leichnam wurde verbrannt.

## Gedenktag
2. Oktober im Evangelischen Namenkalender.